# Societatea studenților în istoria literaturii române vechi
Societatea studenților în istoria literaturii române vechi a fost o asociație cu caracter științific, înființată în 1930 de Nicolae Cartojan, Ion C. Chițimia, Emil Turdeanu, G. Topală, I. Băleanu, Dan Simonescu și Ion C. Cazan.